# جيمس تشارلتون
جيمس تشارلتون (بالإنجليزية: James Charlton)‏ هو كاتب مسرحي وشاعر أسترالي، ولد في 1947.